# Rhyacophila colonus
Rhyacophila colonus là một loài Trichoptera trong họ Rhyacophilidae. Chúng phân bố ở miền Tân bắc.